# 孔戈
孔戈是巴西帕拉伊巴州的一个市镇。总面积274.075平方公里，总人口4776人，人口密度17.4人/平方公里。